# PFL - Vest
PFL - Vest er en professionel fodboldrække under Ruslands Fodboldforbund. Det er den tredje øverste række i det russiske fodboldsystem. PFL - Vest deler status som tredjebedste række i Rusland sammen med fire andre ligaer opdelt geografisk i den europæiske del af Rusland. Ligaen består af 14 hold. Det bedste hold rykker op til Ruslands Football National League, sammen med fire andre, en fra hver liga. Det dårligste hold rykker ned i Amatør Ligaen.

## Ruslands PFL - Vest klubber (2019-2020)
2019 - 2020
- FC Pskov 747
- Zenit Skt. Petersburg 2
- Dolgoprudny
- Leningradets
- Olimp Khimki
- Vladimir
- Veles Moscow
- Murom
- Lokomotiv-Kazanka
- Znamya Truda
- Luki-Energiya
- Kolomna
- Rudina Moscow
- Zvezda Skt. Peterburg